# لوتی خیزاب دم‌قرمز
لوتی خیزاب دم‌قرمز (نام علمی: Amphistichus rhodoterus) نام یک گونه از تیره لوتی خیزآب است.